# 庫沙伊伯山
47°0′41″N 11°3′18″E / 47.01139°N 11.05500°E

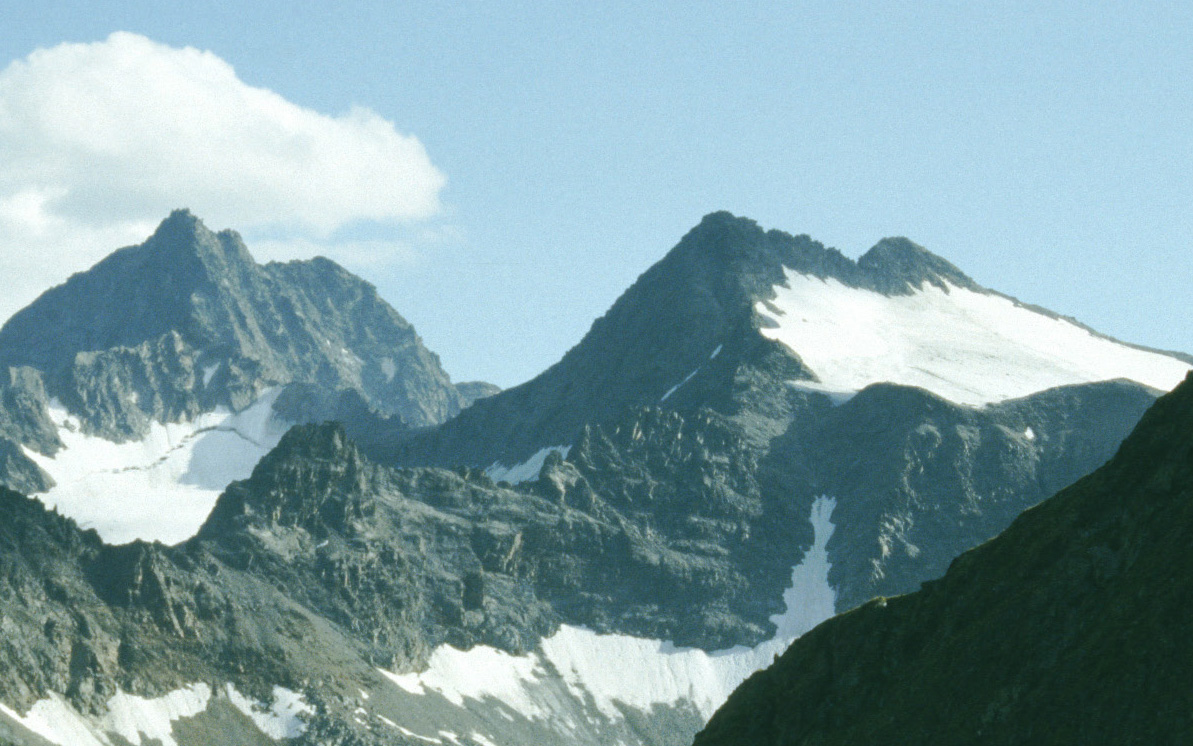

庫沙伊伯山（德語：Kuhscheibe），是奧地利的山峰，位於該國西部，由蒂羅爾州負責管轄，屬於斯圖拜阿爾卑斯山脈的一部分，海拔高度3,189米，人類在1887年7月23日首次登頂。